# Ян Дюлль
Ян Дюлль (Іван Ділль; нар. близько 1839 — пом. 6 квітня 1901, Львів) — польський і український художник театру.

## Біографія
Народився близько 1839 року. Художню освіту здобув у 1860 році у Відні. З 1862 року виконував настінні розписи у Вірменському соборі та інших будівлях Львова. Упродовж 1875—1901 років працював художником у Львівському міському театрі, одночасно протягом 1878—1893 років — художником Руського народного театру у Львові. Помер у Львові 6 квітня 1901 року.

## Творчість
Оформив вистави:
у Львівському міському театрі
- «Орфей у пеклі» Жака Оффенбаха (1876);
- «Циганський барон» Йоганна Штрауса (1896);

у Руському народному театрі
- «Наталка Полтавка» Івана Котляревського;
- «Чорноморці» Миколи Лисенка;
- «Бідна Марта» Сидора Воробкевича (1881);
- «Мікадо» Артура Саллівана (1893).

Вперше на українській сцені застосував електричне освітлення.